# Паллей, Зиновий Соломонович
Зиновий Соломонович Паллей (30 июля 1912, Речица Минской губернии — 18 июня 1979, Рига) — советский учёный, доктор технических наук, профессор, специалист в области авиационной техники.

## Биография
Родился в местечке Речица Минской губернии, откуда его семья в 1917 году переселилась в Петроград.
Окончил Ленинградский учебный комбинат Гражданского воздушного флота (1935), позднее преобразованный в Ленинградский Институт инженеров ГВФ, по специальности моторостроение.
Работал там же преподавателем. После защиты диссертации стал одним из первых кандидатов технических наук в области прочности авиационных двигателей.
В 1941 году Ленинградский институт инженеров ГВФ преобразован в Ленинградскую военно-воздушную академию, после начала Великой Отечественной войны — в эвакуации в Йошкар-Оле. Там Паллей преподавал уже в качестве военнослужащего. Имел воинское звание инженер-полковник.
В 1947 году направлен в Ригу, организовал и возглавил кафедру конструкции и прочности авиационных двигателей во вновь образованном Первом Военно-воздушном инженерном училище (позднее — Рижское Краснознаменное высшее инженерно-техническое военное училище — РКВИАВУ, с 1960 года — Институт инженеров ГВФ, с 1967 года — Рижский институт инженеров гражданской авиации), где проработал до конца жизни.
Автор научных статей, учебников и учебных пособий, справочников. Научные интересы связаны с решением проблем прочности и динамики критических частей авиационных двигателей: ранние исследования в области поршневых двигателей (продольных колебаний коленчатых валов и гидродинамический расчёт подшипников скольжения), позднее — работы, связанные с турбореактивными двигателями.
Умер 18 июня 1979 г. в Риге.
Публикации:
- Конструкция и прочность авиационных газотурбинных двигателей [Текст] : (Курс лекций) / З. С. Паллей, И. М. Королев, Э. В. Ровинский ; Под ред. З. С. Паллей. — Рига : Риж. ин-т инженеров гражд. воздуш. флота, 1962. — 448 с. : ил.; 23 см.
- Конструкция и прочность авиационных газотурбинных двигателей [Текст] : [Учебник для вузов гражд. авиации] / З. С. Паллей, И. М. Королев, Э. В. Ровинский ; Под общ. ред. проф. З. С. Паллея. — [Доп. и переработ. изд.]. — Москва : Транспорт, 1967. — 426 с. : ил.; 22 см.
- Гидродинамический расчет подшипников скольжения авиационных двигателей [Текст] / инж.-майор доц. З. С. Паллей ; Ленингр. краснознам. воен.-воздуш. инж. акад. — Ленинград : типолитогр. ЛКВВИА, 1947. — 99 с., 1 л. граф. : ил., граф.; 22 см.
- Основы динамики и уравновешенности авиационных поршневых двигателей [Текст]. — Рига : Риж. ин-т инженеров гражд. авиации, 1968. — 136 с. : черт.; 21 см.
- Турбореактивный двигатель РД-3 [Текст] : В помощь изучающим самостоятельно двигатель / З. С. Паллей. — Рига : Рижск. Краснознам. высш. инж.-авиац. воен. училище им. Ленинского комсомола, 1959. — 60 с., 2 л. ил. : ил.; 23 см.
- Выбор основных параметров самолёта при проектировании двигателя [Текст] : (Пособие для дипломников) / З. С. Паллей, Л. Ф. Кохановский. — Рига : Риж. ин-т инженеров гражд. воздуш. флота, 1964. — 32 с. : черт.; 22 см.
- Исследование концентрации напряжений в диске с эксцентричными отверстиями [Текст] / З. С. Паллей, Ф. А. Граненко, А. Т. Алтухов. — Рига : [б. и.], 1960. — 25 с. : ил.; 23 см. — (Труды Рижского Краснознаменного высшего инженерно-авиационного военного училища им. Ленинского комсомола; Вып. 87).
- Прочность дисков роторов двигателей для сверхзвуковых скоростей полета [Текст] / З. С. Паллей, Ф. А. Граненко, А. Т. Алтухов. — Рига : [б. и.], 1959. — 27 с. : ил.; 23 см. — (Труды Рижского Краснознаменного высшего инженерно-авиационного военного училища им. Ленинского комсомола; Вып. 86).

Сын — Игорь Зиновьевич Паллей (1938) — доктор технических наук, профессор, специалист в области авиационной техники.